# Moisés Hurtado
Moisés Hurtado Pérez zwany Moisés, (ur. 20 lutego 1981 w Sabadell) jest hiszpańskim piłkarzem występującym na pozycji pomocnika. Jego warunki fizyczne to 1,85 cm i 85 kg. Od 2011 roku broni barw Granady.

## Sukcesy
- 2006 Puchar Króla